# Natalia Gagárina
Natalia Gagárina –en ruso, Наталья Гагарина– (10 de septiembre de 1983) es una deportista rusa que compitió en halterofilia. Ganó dos medallas de plata en el Campeonato Europeo de Halterofilia entre los años 2006 y 2009.

## Palmarés internacional
| Campeonato Europeo | Campeonato Europeo     | Campeonato Europeo | Campeonato Europeo |
| Año                | Lugar                  | Medalla            | Categoría          |
| ------------------ | ---------------------- | ------------------ | ------------------ |
| 2006               | Władysławowo (Polonia) | Medalla de plata   | +75 kg             |
| 2009               | Bucarest (Rumania)     | Medalla de plata   | +75 kg             |